# Olonzac
Olonzac är en kommun i departementet Hérault i regionen Occitanien i södra Frankrike. Kommunen ligger i kantonen Olonzac som tillhör arrondissementet Béziers. År 2022 hade Olonzac 1 683 invånare.

## Befolkningsutveckling
Antalet invånare i kommunen Olonzac
Referens:INSEE